# ایان جانسون (بازیکن فوتبال ، زاده ۱۹۶۰)
ایان جانسون (انگلیسی: Ian Johnson؛ زادهٔ ۱۱ نوامبر ۱۹۶۰) بازیکن فوتبال اهل بریتانیا است.